# Łukasz Kuźmicz
Łukasz Kuźmicz (ur. 18 kwietnia 1925 w Kuśniszczach II, zm. 14 stycznia 2022) – żołnierz 2 Armii WP.

## Życiorys
Łukasz Kuźmicz, urodził się we wsi Kuśniszcze II, w powiecie lubomelskim na Wołyniu jako syn Stanisława. Mieszkał tam z rodziną do 1943 roku. Wstąpił do 2 Armii WP, i w jej szeregach, w 1944 r., przybył do Rzeszowa, gdzie formowała się 10. Dywizja Piechoty WP. Tam został skierowany do Resortu Bezpieczeństwa Publicznego.
Od 11 września 1945 do 10 maja 1946 był zastępcą szefa Powiatowego Urzędu Bezpieczeństwa Publicznego (PUBP) w Przemyślu. W stopniu porucznika od 11 maja 1946 do 29 lutego 1948 pełnił funkcję szefa PUBP w Jarosławiu. Następnie został p.o. zastępcy naczelnika Wydziału I Kontrwywiadu w Wojewódzkim Urzędzie Bezpieczeństwa Publicznego w Rzeszowie, a od 1 maja 1950 do 1 kwietnia 1955 był naczelnikiem Wydziału I Kontrwywiadu WUBP w Rzeszowie. W stopniu kapitana od 1 kwietnia 1955 do 28 listopada 1956 był naczelnikiem Wydziału II WUBP w Rzeszowie.
Publikował w dzienniku „Wiadomości Fabryczne”. W 2006 wydał książkę pt. Zbrodnie bez kary, o mordach dokonywanych przez OUN i UPA oraz opisującej walki milicjantów i żołnierzy WP z UPA w rejonie Rzeszowa przed akcją „Wisła” i w czasie jej trwania.
9 listopada 2011 Oddziałowa Komisja Ścigania Zbrodni przeciwko Narodowi Polskiemu IPN w Rzeszowie oskarżyła Łukasza Kuźmicza o dopuszczenie się w okresie od 11 maja 1946 do marca 1948 w Jarosławiu 197 zbrodni, z których większość polegała na przekroczeniu przez niego władzy i stosowaniu represji wobec podejrzanych o przynależność do określonej grupy politycznej. 8 maja 2012 postępowanie karne zawieszono ze względu na stan zdrowia oskarżonego.

## Publikacje
- Łukasz Kuźmicz: Zbrodnie bez kary. Rzeszów: Sandra, 2006. ISBN 83-918339-8-4. (pol.). Brak numerów stron w książce
- Łukasz Kuźmicz: Kulisy władzy; Nowa Dęba – miasto, które pokochałem. Rzeszów: Sandra, 2007. ISBN 83-918339-2-5. (pol.). Brak numerów stron w książce

## Odznaczenia
- Srebrny Medal „Zasłużonym na Polu Chwały” – dwukrotnie (rozkaz dowódcy 9 DDP nr 6 z 28 lutego 1947, 17 września 1946, decyzją Prezydium Krajowej Rady Narodowej[10]; postanowieniem Prezydenta RP z 18 sierpnia 1951, leg. nr 122601)
- Medal Zwycięstwa i Wolności 1945 (22 lipca 1945, rozkazem Dowódcy WP)
- Odznaka Grunwaldzka (22 lipca 1945, rozkazem Dowódcy WP, leg. nr 100775)
- Srebrny Krzyż Zasługi – dwukrotnie (17 września 1946, uchwała Krajowej Rady Narodowej[10]; postanowieniem Prezydenta RP z 19 lipca 1947, leg. Nr 009905)
- Krzyż Walecznych (14 czerwca 1947, rozkaz dowódcy GO „Wisła”; Nr 202, leg. rr 16378)
- Medal 10-lecia Polski Ludowej (22 lipca 1954, uchwałą Rady Państwa, leg. nr 224603)
- Złoty Krzyż Zasługi (31 lipca 1954, uchwałą Rady Państwa, leg. nr 257326)
- Krzyż Kawalerski Orderu Odrodzenia Polski (21 sierpnia 1974, uchwałą Rady Państwa, leg. nr 1286-74-75)
- Krzyż Oficerski Orderu Odrodzenia Polski (25 kwietnia 1984, uchwałą Rady Państwa, leg. nr 982-84-27)
- Medal „Za udział w walkach w obronie władzy ludowej” (4 lipca 1984, uchwałą Rady Państwa, leg. nr 30-84-16)
- Medal 40-lecia Polski Ludowej (22 lipca 1984, uchwałą Rady Państwa, leg. nr 281/45/84M)
- Medal jubileuszowy „Czterdziestolecia zwycięstwa w Wielkiej Wojnie Ojczyźnianej 1941–1945” (przyznany przez Radę Najwyższą ZSRR)
- Brązowy Medal „Za zasługi dla obronności kraju” (10 października 1986, leg. nr B – 14216)
- Srebrny Medal „Za Zasługi dla Ligi Obrony Kraju” (21 czerwca 1989, leg. nr 16075)
- Srebrny Medal „Za zasługi dla obronności kraju” (7 października 2005, leg. nr 165-2005-2047)
- Medal XXX lat Związku Żołnierzy Wojska Polskiego (30 kwietnia 2011)
- Srebrna Odznaka i tytuł Racjonalizatora Produkcji (30 października 1973)
- Odznaka „Zasłużony Działacz Klubu Oficerów Rezerwy” (26 maja 1983)
- Odznaka „Za Zasługi dla ZBoWiD” (20 sierpnia 1984)
- Złota Odznaka „Zasłużony Działacz LOK” (29 września 1984)
- Srebrna Odznaka „Za Zasługi dla Obrony Cywilnej” (26 lutego 1988)
- Złota odznaka PZW (14 września 1990)
- Złota Odznaka z Wieńcami PZW (18 czerwca 1993)
- Członek Honorowy PZW (26 października 2001)
- Złoty medal 40 lat Związku Żołnierzy Wojska Polskiego (2021)